# Said Aqil Siradj

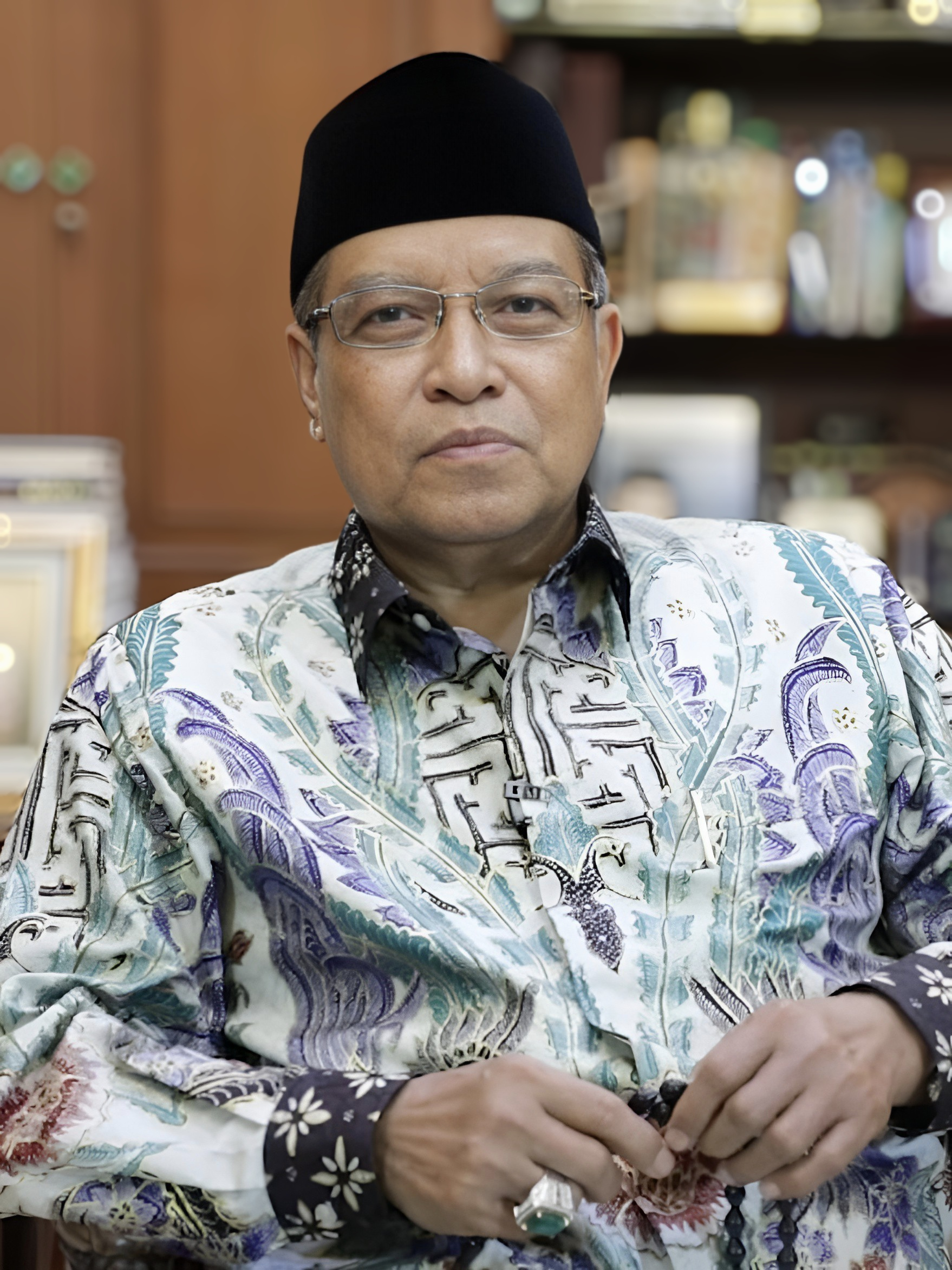
Said Aqil Siradj, 2020

Said Aqil Siradj (* 3. Juli 1953) ist der Vorsitzende (tanfidziyah) des Central Board der Nahdlatul Ulama (NU) mit ca. 30 Millionen Mitgliedern, der größten unabhängigen muslimischen Organisation in Indonesien und einer der weltweit einflussreichsten islamischen Organisationen. Er wurde für 5 Jahre gewählt, sein Vorsitz begann im März 2010.